# Газельмейер, Николай Александрович
Николай Александрович Газельмейер (1820 — после 1877) — академик архитектуры Императорской Академии художеств.

## Биография
Учился в Императорской Академии художеств, которую оставил по домашним обстоятельствам в 1838 году. Занимался архитектурной практикой. Был аттестован Академией художеств на звание неклассного художника (1853). Удостоен звания академика за произведённые постройки (1859) по представлению профессора архитектуры К. А. Тона.

### Известные постройки
Известными работами архитектора Н. А. Газельмейера в Санкт-Петербурге являются:
- Доходный дом. Егорова ул., 27 (1861)[4]
- Дом Рогова. Загородный пр., 3; Щербаков пер., 19х (1862)[5]
- Доходный дом. Щербаков пер., 17А (1862)[6]
- Жилой дом. Обводного наб.к., 145 (1867)[7]
- Дом Беляевых. Марата ул., 15 (1874)[8]
- Доходный дом. Блохина ул., 7 (1877)[9]